# جوائز سكريم 2011
جوائز سكريم 2011 (بالإنجليزية: 2011 Scream Awards) هو حفل توزيع جوائز سكريم أدارته سبايك تي في، وكان النسخة السادسة والأخيرة من هذه الجوائز، والتي كانت تُقام سنويًا في السنوات السابقة. أُقيم الحفل في 15 أكتوبر 2011 في استوديوهات يونيفرسال في هوليوود (كاليفورنيا، لوس أنجلوس) وبثته قناة سبايك تي في يوم الثلاثاء التالي (18 أكتوبر 2011). ويُعزى توقف هذه الجوائز إلى تراجع شعبيتها وإعادة تشكيل سبايك تي في (بما في ذلك تغيير اسمها إلى باراماونت).
عمل المبدعون الأصليون للعرض، كيسي باترسون ومايكل لويت وسيندي ليفيت، كمنتجين تنفيذيين للحدث. قال كيسي باترسون إنه «عرض لأكثر المعجبين شغفًا على وجه الأرض وخارجها» وأن «هذه هي ليلتهم للاحتفال بالعام السحري والمذهل والبطولي الخارق في الأفلام والبرامج التلفزيونية التي يحبونها».

## وصلات خارجية
- سكريم 2011 على سبايك